# قصر شريتح (اللاذقية)
قصر شريتح ويقع في قرية الشير الواقعة على بعد حوالي عشرة كيلومترات عن مركز مدينة اللاذقية في سوريا.
القسم الأكبر من المنزل شيد في بداية القرن العشرين هناك قسم آخر مبني في مرحلة أقدم.

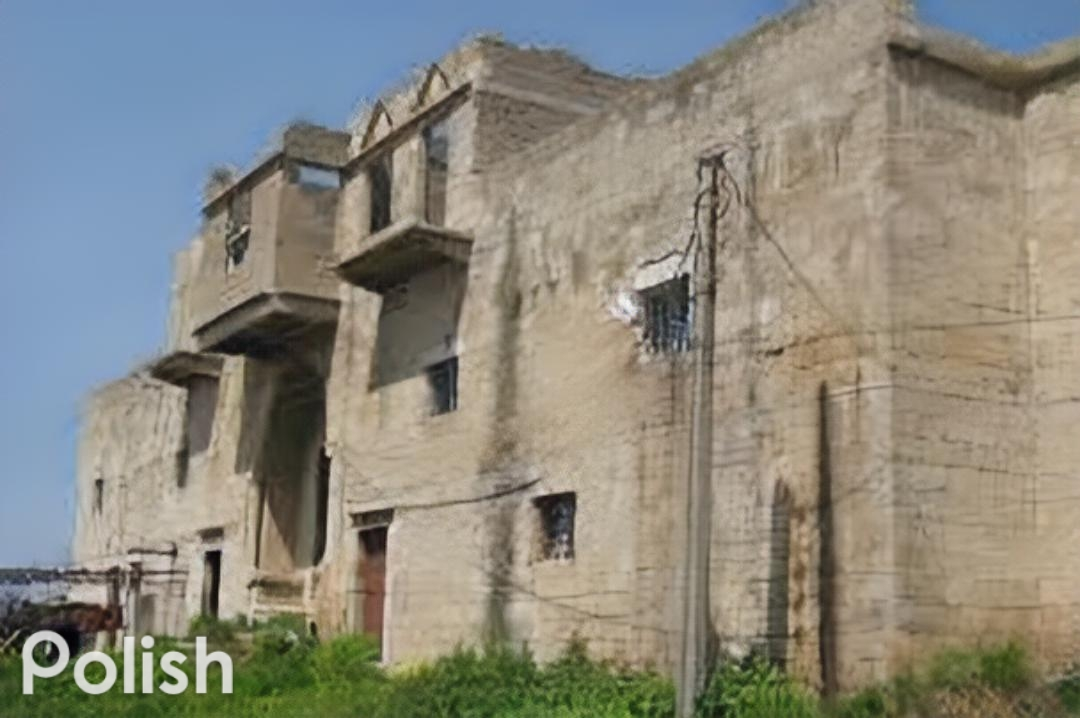
قصر شريتح (الشير) Shreitah Palace

وهو ملك للآغا عمر شريتح.

## الوصف المعماري
بني المنزل على تل يرتفع عن سطح السهل المحيط والبساتين المجاورة ويطل من الجهة الشمالية على النهر الكبير الشمالي. المنزل مؤلف من ثلاثة طوابق: أرضي يمتد على مساحة 1000 م2 تقريباً، وقبو يمتد طول الواجهة الرئيسية مستفيداً من ميول الأرض الطبيعية، وطابق أول. المنزل مبني من الحجر الرملي المقصوص بعناية. وقد كانت جميع الأسقف خشبية لاتزال آثار الدعامات الخشبية التي تخترق الجدران الحجرية باقية حتى الآن، ومن ثم أزيلت الأسقف الخشبية  وبني مكانها أسقف من البيتون المسلح.
تخطيط المنزل تقليدي في أقسامه العامة جميع البيوت الريفية المعروفة في المنطقة. فهو يتألف من مدخل رئيسي تتقدمه مصطبة يؤدي إلى ساحة سماوية تتوزع حولها بقية فعاليات المنزل من حظائر ومستودعات وغرف السكن بالإضافة إلى الإيوان المسقوف على أربعة قناطر.